# نیروگاه سویدیه
نیروگاه سیکل ترکیبی سویدیه سوریه (سوریه، در اطراف مالکیه، در شهر سویدیه)، یکی از نیروگاه‌های کشور سوریه ساخت شرکت مپنا است. این نیروگاه از نوع سیکل ترکیبی با ظرفیت تولید ۴۸۴ مگاوات است که شامل ۲ واحد گازی ۱۶۲ مگاواتی و ۱ واحد بخار ۱۶۰ مگاواتی است.
سوخت این نیروگاه گاز طبیعی و سوخت پشتیبان نفت گاز (گازوئیل) است.
ایران تا کنون ۳ نیروگاه در سوریه ساخته است. ابتدا نیروگاه تشرین و بعد از آن نیروگاه جندر را ساخت که در حین ساخت آن چند تن از مهندسان ایرانی ربوده شدند و اکنون در حال ساخت این نیروگاه است.
یک نیروگاه قدیمی از قبل در سویدیه وجود داشت و قرار است در این نیروگاه، مپنا نیروگاه جدیدی احداث کند.